# Notholaena candida
Notholaena candida är en kantbräkenväxtart som först beskrevs av Martin Martens och Henri Guillaume Galeotti och som fick sitt nu gällande namn av William Jackson Hooker.
Notholaena candida ingår i släktet Notholaena och familjen Pteridaceae. Utöver nominatformen finns också underarten Notholaena candida copelandii.